# Трофимов, Андрей Трофимович (педагог)
Андре́й Трофи́мович Трофи́мов — (29 ноября [11 декабря] 1894), деревня Видесючь, Казанская губерния — 14 января 1947, Чебоксары) — советский чувашский педагог, переводчик, автор многих учебно-методических изданий для учащихся чувашских школ, букварей для детей, взрослых, в том числе слепых.

## Биография
Сын крестьянина Трофима Алексеева (1869—1937) из д. Видесючь, старший брат из плеяды педагогов и учёных семьи Трофимовых: Тита Трофимовича (1900—1985) и Ивана Трофимовича (1907—1991).
- Окончил Аликовскую школу[2] в 1909 г. и в том же году поступил в Симбирскую Чувашскую учительскую школу.
- По окончании её с 1915 г. работал учителем в Аликовской школе (двухклассном начальном училище).
- С 1919 г. работал в органах народного образования: школьный инструктор уездного отдела народного образования, инструктор-организатор облоно.
- В 1927—1928 гг. занимал должность инструктора по школьному образованию.
- После окончания в 1931 г. Высших педагогических курсов при МГПИ в Москве назначен в Наркомпрос ЧАССР научным сотрудником по программам и учебникам.

## Изданные учебники
Автор многочисленных учебно-методических трудов:
1. 5 букварей на чувашском языке,
2. 4 учебника на русском языке,
3. «Методические указания о работе с букварём»,
4. «Некоторые указания о преподавании русского языка в чувашских школах»,
5. «Сочинения по картинкам» и др.

Переводил на чувашский язык многие учебники и научно-популярную литературу:
1. «Учебник естествознания для 3-го класса» Тетюрева,
2. «Учебник географии для 7-го класса» Баранского,
3. «Задачник для школ малограмотных» Кантора,
4. пособие «Как разговаривать с детьми» и др.

## Награды и премии
Большая научно-педагогическая и общественная деятельность А. Т. Трофимова была высоко оценена правительством. Ему было присвоено почётное звание Заслуженного учителя школы Чувашской АССР (1941), он награждён орденом «Знак почёта», нагрудным значком «Отличник народного просвещения РСФСР».

## Фонд педагога
Фонд А. Т. Трофимова хранится в Центральном государственном архиве Чувашской Республики.

## Семья
- Жена: Трофимова Зоя Николаевна.
- Дети:

| - Трофимов Геннадий Андреевич - Трофимова Тамара Андреевна | - Трофимова Рената Андреевна - Трофимова Валентина Андреевна |